# Медина, Альберто
Альбе́рто Меди́на Брисе́ньо (исп. Alberto Medina Briseño; 29 мая 1983, Кульякан) — мексиканский футболист, нападающий. Выступал в национальной сборной Мексики. Медина был способен сыграть как на позиции атакующего полузащитника, так и в нападении.

## Биография
Медина дебютировал в «Чивасе» 8 августа 2000 года в возрасте 17 лет. После завершения молодёжного турнира в «Чивасе» он был назван «новой жемчужиной мексиканского футбола». После турнира Медина привлёк к себе внимание клуба немецкой Бундеслиги «Боруссия» (Дортмунд), но «Чивас» отклонил все предложения по игроку.

## Международная карьера
Рикардо Лавольпе вызывал Альберто Медину в сборную Мексики много раз. Медина играл в товарищеских матчах, участвовал в Олимпийских играх в 2004 году, в Кубке конфедераций в 2005 году в Германии. В основном Медина выходил на замену вместо Рамона Моралеса или Хареда Борхетти.
Следующий тренер сборной Мексики — Уго Санчес, так же вызывал Медину в сборную. Под его руководством с Мединой в составе сборная Мексики заняла второе место на Золотом кубке КОНКАКАФ в 2007 году и третье место на Кубке Америки в Венесуэле.
С приходом в сборную Мексики нового главного тренера — Хавьера Агирре в 2009 году и с завершением карьеры в сборной ветеранов, Медина стал чаще попадать в основной состав команды. В сборной Мексики под руководством Агирре Медина выиграл Золотой кубок КОНКАКАФ в 2009.

### Голы за сборную Мексики
| #  | Дата           | Место                                     | Противник | Счёт | Результат | Соревнование                |
| -- | -------------- | ----------------------------------------- | --------- | ---- | --------- | --------------------------- |
| 1. | 10 Ноября 2004 | Сан-Антонио, США                          | Гватемала | 2:0  | 2:0       | Товарищеский матч           |
| 2. | 13 Июля 2005   | Хьюстон, США                              | Ямайка    | 1:0  | 1:0       | Золотой кубок КОНКАКАФ 2005 |
| 3. | 10 Мая 2010    | Чикаго, США                               | Сенегал   | 1:0  | 1:0       | Товарищеский матч           |
| 4. | 16 Мая 2010    | Ацтека, Мехико, Мексика                   | Чили      | 1:0  | 1:0       | Товарищеский матч           |
| 5. | 30 Мая 2010    | Байройт, Германия                         | Гамбия    | 5:1  | 5:1       | Товарищеский матч           |
| 6. | 3 Июня 2010    | Стадион короля Бодуэна, Брюссель, Бельгия | Италия    | 2:0  | 2:1       | Товарищеский матч           |

## Достижения
- Чемпионат Мексики: апертура 2006.
- Кубок КОНКАКАФ: 2009